# Švédská říše
Švédské impérium, též říše (švédsky Stormaktstiden, doslova „Období velké moci“), bylo historické období Švédského království (švédsky Konungariket Sverige) v 17. a počátku 18. století, kdy bylo zásluhou zahraniční politiky a výbojů švédské armády velmi rozsáhlé a kromě vlastního Švédska ovládalo některé okolní země. Své državy mělo také mimo Evropu v zámoří, lze tedy Švédsko považovat za jednu z koloniálních říší. Švédská armáda tehdy operovala na území velké části Evropy. Ostrovní město Stockholm, hlavní město Švédska, patřilo tehdy k nejkrásnějším městům v Evropě.

## Historie
V roce 1520 povstalo Švédsko proti Dánské nadvládě a pod vedením budoucího krále Gustava Vasy získalo nezávislost. Švédové obchodovali s Anglií a Nizozemskem. 

Územní vývoj Švédské říše

V roce 1582 dobyli Estonsko, později získali i část Finska a Laponska. 
Roku 1594 se narodil švédský král Gustav II. Adolf (1594–1632), který usedl na trůn v roce 1611, vládl 21 let. Gustav II. byl oddaný protestant, vzdělaný panovník a statečný iniciativní vůdce, který nechal přestavět švédská města, v nichž se začal rozvíjet průmysl. Za jeho panování se švédská armáda stala nejsilnější armádou v Evropě.

Švédové v bitvě u Lützenu během třicetileté války

Do roku 1629 Švédsko porazilo Dánsko, Rusko a Polsko-litevskou unii. V roce 1631 ve spojenectví se Saskem porazilo u Breitenfeldu nedaleko Lipska císařskou armádu a vojska Katolické ligy. O rok později obsadila švédská armáda Mnichov a postupovala na Vídeň, hlavní město císaře Ferdinanda II. V bitvě u Lützenu sice císařská armáda ustoupila, ale švédský král Gustav II. Adolf padl. 
V letech 1697–1708 mělo Švédsko několik vítězství v Evropě, v roce 1709 se Švédové odvážili zaútočit na území dnenšní Ukrajiny, ale Rusové je porazili. V roce 1721 bylo Švédsko na ústupu a ztratilo všechna území, která získalo jižně od Baltského moře a Ruska.